# (69754) Mosesmendel
(69754) Mosesmendel es un asteroide del cinturón principal descubierto el 26 de junio de 1998 por Eric Walter Elst en el observatorio astronómico del Cerro La Silla, en Chile. Está nombrado en honor del filósofo germanojudío Moses Mendelssohn.